# Galenara olivacea
Galenara olivacea är en fjärilsart som beskrevs av Frederick H. Rindge 1958. Galenara olivacea ingår i släktet Galenara och familjen mätare. Inga underarter finns listade i Catalogue of Life.